# القوانين والتشريعات المصرية المتعلقة بالتراث الثقافي في منطقة القاهرة التاريخية
تنظم القوانين التالية عملية الحفاظ على التراث الثقافي في مصر:

## القانون رقم 117 لسنة 1983

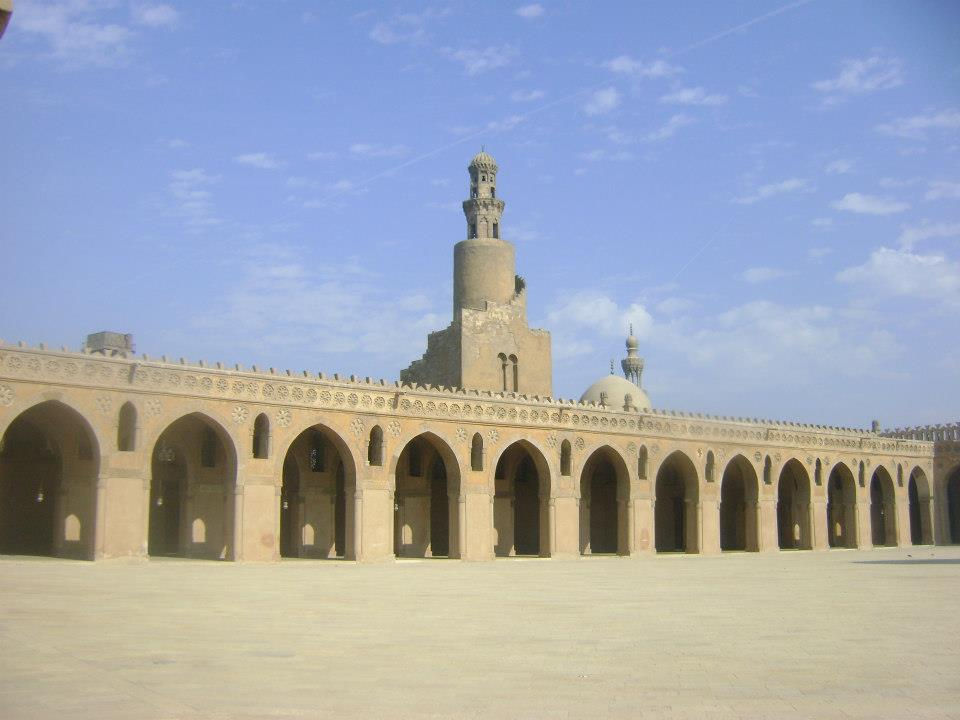
مسجد ابن طولون في القاهرة

يعمل بأحكام القانون في حماية الآثار. حدث هذا القانون في عام 2010م وأصدرت أيضا اللائحة التنفيذية في نفس العام. وكان هذا القانون كان هو الوحيد المسؤل عن حماية الآثار حتى صدور القانون رقم 144 لعام 2006م ولائحته التنفيذية.
يحمي هذا القانون القطع الأثرية التي أنتجتها الثقافات المختلفة حتى قبل مائة عام ولكن بشرط أن تعبر هذه القطع مهمة وتعبر عن واحدة من الثقافات المختلفة.

## القانون رقم 144 لسنة 2006

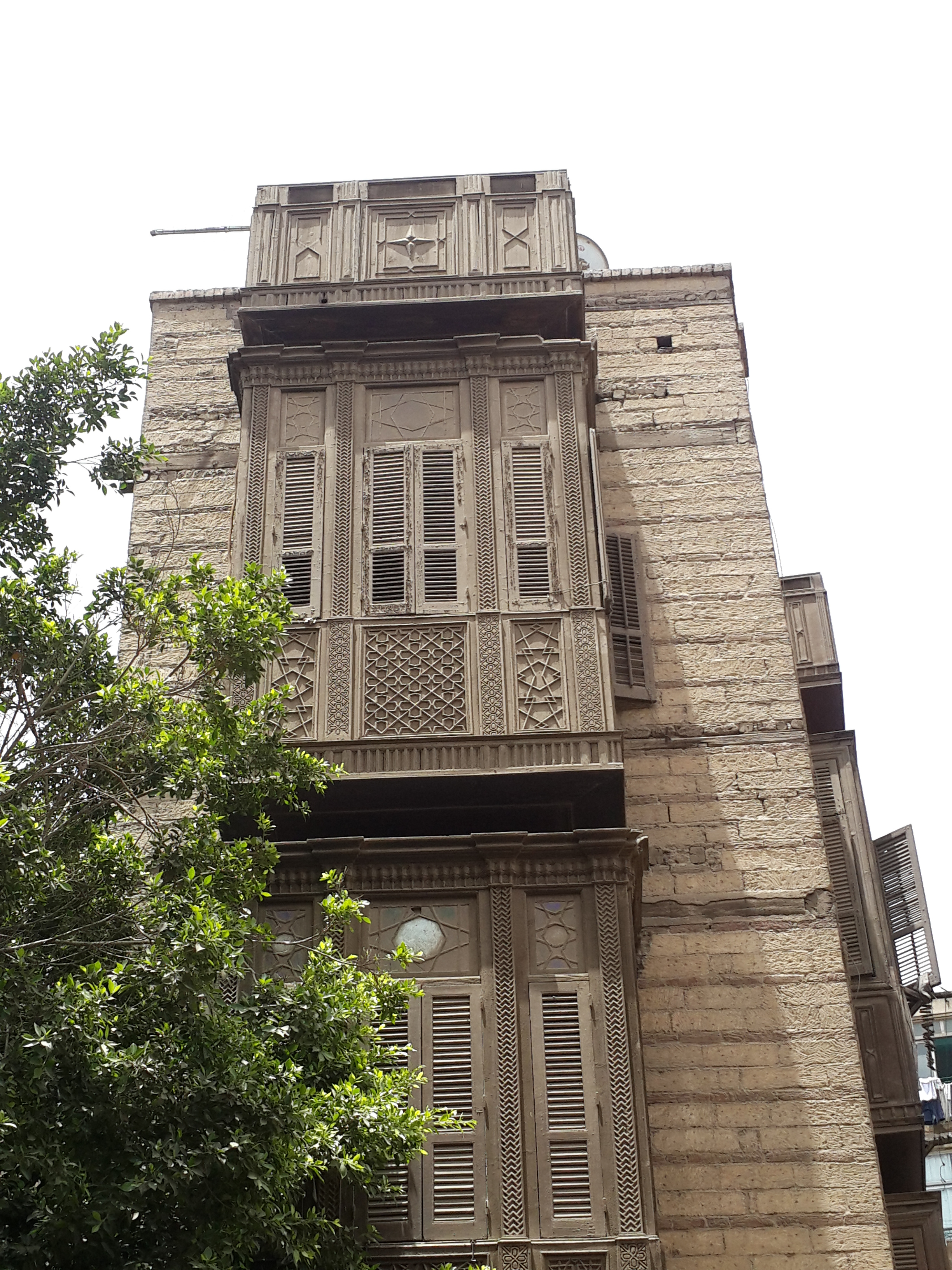
بيت أبو الحسن أحد بيوت القرن التاسع عشر

هذا القانون متعلق بحماية المباني ذات القيمة التراثية والتي لا يشملها القانون رقم 117. هذا القانون يتضمن «حظر الترخيص بالهدم أو الإضافة للمبانى و لمنشآت ذات الطراز المعمارى المتميزالمرتبطة بالتاريخ القومى أو بشخصية تاريخية أو التى تعتبر مزاراً سياحيا».

## القانون رقم 119 لعام 2008
ويسمى قانون «التنسيق الحضري». هذا القانون ولائحته التنفيذية هي المسؤولة عن الحفاظ على المناطق المميزة ذات القيمة المعمارية والحضرية وكذلك المباني وغيرها من العناصر الطبيعية.
ويشمل هذا القانون «المناطق التي تتميز بثراء محتواها من التراث المعماري والمادي والرمزي والجمالي أو القيمة الطبيعية؛ تحتاج إلى عند التعامل معها اعتبارها وحدة متكاملة يجب الحفاظ عليها»
يختلف هذا القانون عن القوانين المذكورة أعلاه من حيث مجال التطبيق حيث يشمل هذا القانون المناطق الحضرية وبشكل عام وليس المباني في حد ذاتها وأيضا يقوم القانون بتحديد هذه المناطق وحدود مناطق العازلة لها ولذلك هذا القانون بمثابة قانون تكميلي من أجل الحفاظ على السياق الحضري كله بطريقة متكاملة.

## وصلات خارجية
- http://www.urhcproject.org/